# 牧山市民の森
牧山市民の森（まきやましみんのもり）は、石巻市の旧北上川河口の東側にある牧山山頂付近に設置された公園（森林レクリェーション施設）である。

## 概要
本園は、石巻市の旧北上川河口東の丘陵地帯、牧山（標高247m）の西南西一帯にあり、その周辺の自然林を残しつつ、地形を生かした多彩な施設を加えて1973年（昭和48年）に設置された。総面積は約62haの広さがある。園内には、自然遊歩道、高さ14mの展望台、人工芝のちびっこゲレンデ、フィールドアスレチック、休憩所を兼ねる管理棟などがある。又、山頂付近には栄存神社や梅渓寺（ばいけいじ）、零羊崎神社（ひつじさきじんじゃ）があり、山頂までの道のりにはアヤメ園・野草園が広がっている。

## 施設
- 野外炉
- 展望台　高さ14mで石巻市街や奥松島、太平洋が一望出来る。
- ちびっこゲレンデ　高低差8ｍの人工芝の斜面をプラスチック製のソリを用いて滑る。
- ローラー滑り台　長さ80m
- フィールドアスレチック
- 遊歩道
- 管理棟
- 車椅子対応公衆トイレ
- バーベキューハウス
- 四阿

## 近隣の見所やイベント
- 牧山あやめ祭り
- 牧山つつじ祭り
- 栄存神社
- 梅渓寺（ばいけいじ）
- 零羊崎神社（ひつじさきじんじゃ）
- 中座峯山
- 船石前山

## アクセス
- 三陸沿岸道路石巻河南ICから車で約30分+徒歩20分

- 駐車場
  - 大型5台、普通車137台・無料